# ミスター・メッツ

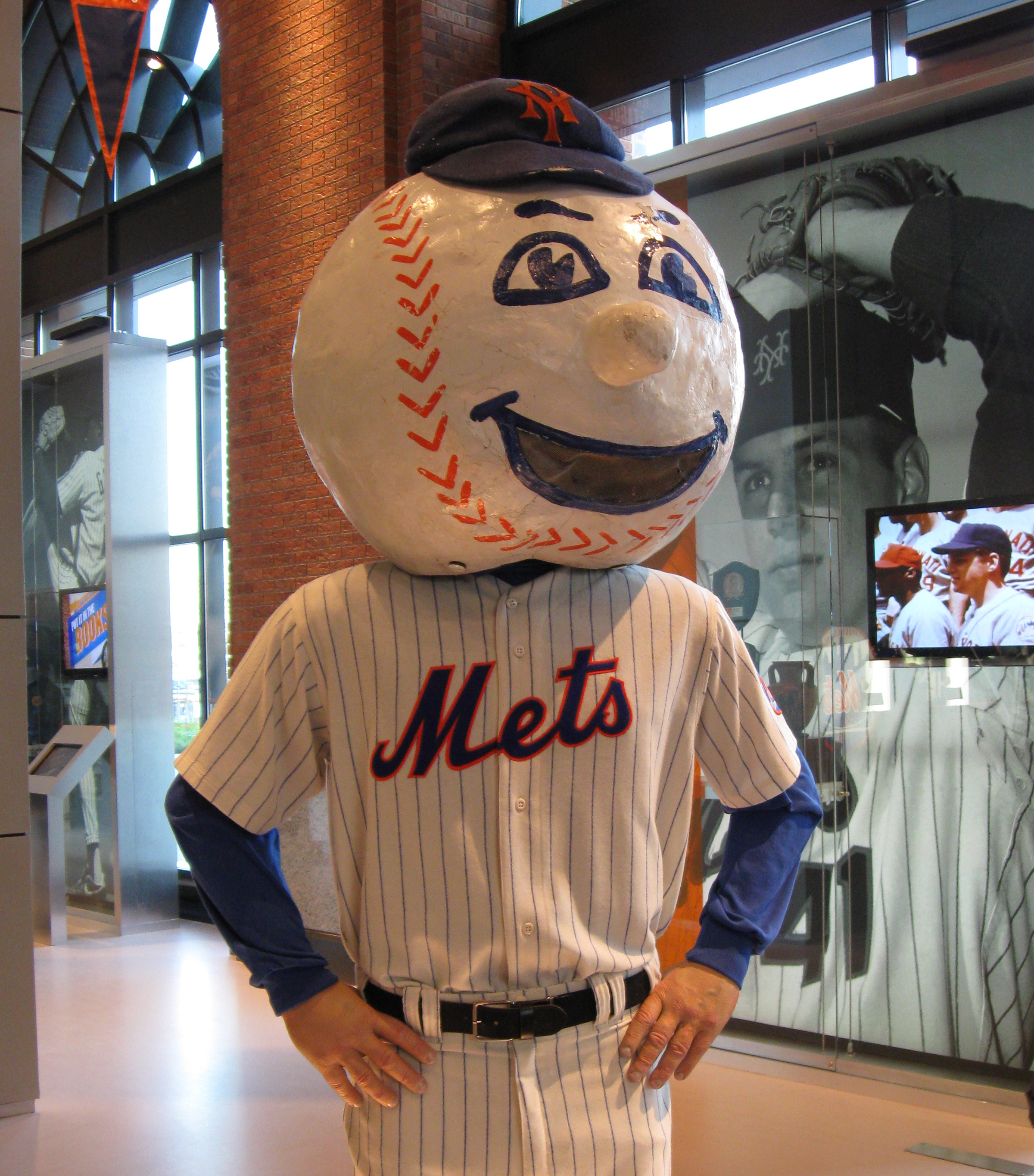
ミスター・メッツ

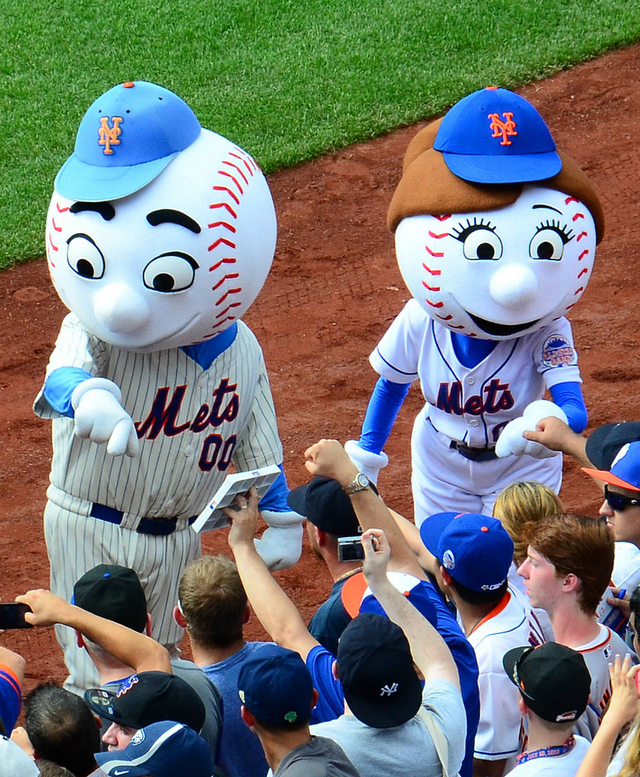
ミスター・メッツとミセス・メッツ

ミスター・メッツ（英：Mr. Met）は、メジャーリーグの球団ニューヨーク・メッツの公式マスコット。1963年にメジャーリーグに初めて登場した球団マスコットである。

## 歴史

### 誕生
ニューヨーク・メッツが創立されて2年目の1963年に、メッツ主催試合のゲームプログラムの表紙に、頭が野球のボールになったキャラクターのイラストが登場する。翌1964年にメッツは本拠地をポロ・グラウンズからシェイ・スタジアムに移し、この年観客の前に『着ぐるみ』のミスター・メッツが初めて登場した。その後1960年代のうちに女性の「ミセス・メッツ」や、3人の子供「リトル・メッツ」が次々に登場し、球団のコマーシャルなどにこれら「家族」が登場するようになっていった。
その後年代ごとに複数の担当者によってミスター・メッツが描かれてきた。現在メジャーリーグの各球団が、プロモーションのため所属選手のボブルヘッド・ドール（首振り人形）を配布することがあるが、メッツが最初に作ったボブルヘッド・ドールはミスター・メッツを模ったものだったそうである。

### 活躍
2000年にメッツは公式戦を日本の東京ドームで行っているが、この時にはミスター・メッツも同行している。公式サイトによれば、アメリカやカナダ以外の海外のメジャーリーグ公式戦に初めて登場したマスコットだという。2002年4月14日にミスター・メッツの40歳の誕生パーティーが開かれ、この時はメジャーリーグ全球団のマスコットと、傘下マイナーリーグのブルックリン・サイクロンズのマスコットが集まった。
また2003年にメッツの一塁手だったトニー・クラークは、シーズン当初に背番号『00』（元々はミスター・メッツがつけていた背番号）を付けてプレーをしていたが、6月にクイーンズ区の学校訪問をした際、生徒から「ミスター・メッツに何があったの？」と質問され、シーズン途中で背番号を『52』に変更したというエピソードがある。
2007年にマスコット栄誉の殿堂入り表彰を受けた。

## プロフィール
メッツの最初の公式戦が行われた1962年4月11日が、ミスター・メッツの誕生日とされている。当初味方チームの応援のしすぎで声を失ってしまい現在はしゃべれないが、12カ国語の「ジェスチャー」ができるという。